# Монархия на Обединеното кралство
Монархията на Обединеното кралство, наричана и британска монархия, е конституционната форма на управление, чрез която наследствен суверен управлява като държавен глава Обединеното кралство, владенията на Короната (Гърнзи, Джърси и остров Ман) и британските задморски територии. Настоящият монарх е крал Чарлз III, който се възкачи на трона на 8 септември 2022 г. след смъртта на майка си, кралица Елизабет II.
Монархът и най-близките членове на семейството му поемат различни официални, церемониални, дипломатически и представителни задължения. Тъй като монархията е конституционна, функциите на монарха са ограничени до неполитически дейности като даване на почести и назначаване на министър-председателя. Монархът е и главнокомандващ на британските въоръжени сили. Въпреки че крайната изпълнителна власт над правителството все още формално произтича от и се осъществява чрез кралския прерогатив, тези правомощия могат да се използват само съгласно законите, приети от парламента, и на практика в рамките на ограниченията на законодателството и прецедента. Правителството на Обединеното кралство е известно като Правителство на Негово (Нейно) Величество.
Британската монархия води началото си от дребните кралства на англо-саксонска Англия и ранносредновековна Шотландия, които до 10 век са консолидирани в кралствата на Англия и Шотландия. Англия е завладяна от норманите през 1066 г., след което Уелс също постепенно попада под контрола на англо-норманите. Процесът завършва през 13 век, когато Княжество Уелс става клиентска държава на английското кралство. Междувременно Магна Харта започва процеса по намаляване на политическите правомощия на английския монарх. От 1603 г. английското и шотландското кралство са управлявани от общ суверен. От 1649 до 1660 г. монархическата традиция е прекъсната от създаването на английската република след войните на Трите кралства. След поставянето на Уилям III и Мария II Стюарт като съмонарси в Славната революция, Законът за правата от 1689 г. и неговият шотландски аналог Законът за претенциите за права от 1689 г. допълнително ограничават властта на монарха и изключват възможността католици да наследяват трона. През 1707 г. кралствата Англия и Шотландия се обединяват, за да се създаде Кралство Великобритания, а през 1801 г. Кралство Ирландия се присъединява, за да се създаде Обединеното кралство Великобритания и Ирландия. Британският монарх е и номинално глава на огромната британска империя, която към 1921 г. покриваше една четвърт от земната площ.

Декларацията на Балфур от 1926 г. признава еволюцията на владенията на империята в отделни, самоуправляващи се държави в рамките на Общността на нациите. В годините след Втората световна война огромното мнозинство от британските колонии и територии стават независими, което на практика довежда до края на британската империя. Джордж VI и неговите наследници, Елизабет II и Чарлз III, приемат титлата глава на Британската общност като символ на свободното асоцииране на нейните независими държави-членки. Обединеното кралство и четиринадесет други независими суверенни държави, които имат за свой монарх едно и също лице, се наричат страни на Британската общност. Въпреки че монархът е общ, всяка държава е суверенна и независима от другите и монархът има различна и специфична официална национална титла за всяко владение. Макар терминът рядко да се използва днес, петнадесетте кралства на Британската общност по същество са в лична уния.

## Конституционна роля
Съгласно некодифицираната Конституция на Обединеното кралство монархът (в законодателството наричан „Суверен“ и Негово или нейно величество) е държавен глава. Образът на монарха се използва за обозначаване на британския суверенитет и държавна власт – неговият профил, например, присъства върху британската валута и техният портрет в правителствени сгради. Суверенът се споменава и в песни, вкл. в британския национален химн – God Save the King (или, алтернативно, God Save the Queen). Клетви за вярност се дават на суверена и техните законни наследници.
Монархът взема малко пряко участие в управлението. Официалните правомощия на суверена са почти изцяло делегирани чрез различни видове нормативни актове на министри или служители на Короната или други публични органи. По този начин държавническите действия от името на Короната, дори ако са извършени лично от монарха, като например речта на краля и откриването на парламента, зависят от решения, взети другаде:
- Законодателната власт се упражнява в името на монарха, от и със съвета и съгласието на Камарата на лордовете и Камарата на общините.
- Изпълнителната власт се упражнява от правителството на Негово Величество, което се състои от министри, включващи министър-председателя и неговия кабинет, който технически е комитет на Тайния съвет. Те ръководят въоръжените сили на Короната, държавната служба и други служители на короната като дипломатическите и тайните служби (Суверенът получава определени доклади на чуждото разузнаване преди министър-председателя[6]).
- Съдебната власт се осъществява от различните съдебни органи на Обединеното кралство, които по силата на конституцията и законите[7] са независими от правителството.
- Църквата на Англия, на която суверенът е глава, има свои собствени законодателни, съдебни и изпълнителни структури.
- Правомощията, независими от правителството, са законно предоставени на други публични органи чрез закон или друг нормативен акт.

Ролята на суверена като конституционен монарх е до голяма степен ограничена до непартийни функции, като даване на почести. Тази роля е призната от 19 век. През 1867 г. изследователят на конституцията Уолтър Бейджхот нарича монархията „достойната част“, а не като „ефективната част“ от управлението.

### Кралски прерогатив
Частта от изпълнителната власт на правителството, която теоретично и номинално остава в ръцете на суверена, е известна като кралски прерогатив. Монархът действа в рамките на ограниченията на законите и прецедента, като упражнява прерогатива си само по съвета на министри, отговорни пред парламента, често чрез министър-председателя или Тайния съвет. На практика прерогативните правомощия се упражняват само по съвет на министър-председателя, т.е. министър-председателят, а не суверенът, има контрол. Монархът провежда седмична аудиенция с министър-председателя; не се правят записи на тези аудиенции и разговорите остават напълно поверителни. Монархът може да изразява своите възгледи, но като конституционен владетел трябва в крайна сметка да приеме решенията на министър-председателя и кабинета, които по дефиниция се ползват с доверието на Камарата на общините. По думите на Бейджхот: „суверенът има, при конституционна монархия ... три права – правото да бъде консултиран, правото да насърчава, правото да предупреждава.“
Въпреки че кралските прерогативи са обширни и официално не се изисква парламентарно одобрение за упражняването им, на практика те са значително ограничени. Много прерогативи на короната са излезли от употреба или са прехвърлени за постоянно на парламента. Например, суверенът не може да налага и събира нови данъци; подобно действие изисква разрешение със закон на парламента. Според парламентарен доклад „Короната не може да измисля нови прерогативни правомощия“ и Парламентът може да отмени всяко прерогативно правомощие, като приеме законодателство“.
Кралският прерогатив включва правомощията на монарха да назначава и освобождава министри, да регулира държавната служба, да издава паспорти, да обявява война, да сключва мир, да ръководи действията на армията и да преговаря и ратифицира договори, съюзи и международни споразумения. Международен договор обаче не може да променя вътрешните закони на Обединеното кралство; в такива случаи е необходим акт на парламента. Суверенът е главнокомандващ въоръжените сили (Кралския флот, Британската армия и Кралските военновъздушни сили) и също така акредитира британските върховни комисари и посланици и приема ръководители на мисии от чужди държави.

### Имунитет на суверена
Суверенът има личен имунитет срещу наказателно преследване или арест, както и срещу граждански искове и тяхното имущество не подлежи на принудително изпълнение или налагане на възбрана. Короната обаче, за разлика от суверена, може да бъде обект на производство за непозволено увреждане и договорно неизпълнение от 1947 г. насам.
Има над 160 закона, изрично предоставящи имунитет на суверена или неговата собственост в различни отношения. Например, суверенът е освободен от антидискриминационното законодателство и други закони относно правата на работниците, здравословни и безопасни условия на труд или пенсионните закони, както и множество данъци, а инспекторите по околната среда не могат да влизат в имоти на суверена без разрешение.

## История

### Английска монархия
След набезите на викингите и заселването през девети век, англосаксонското кралство Уесекс се очертава като доминиращото английско кралство. Алфред Велики укрепва Уесекс, завладява западна Мърсия и приема титлата „крал на англичаните“. Неговият внук Етелстан е първият крал, който управлява единно кралство, приблизително съответстващо на сегашните граници на Англия, въпреки че неговите съставни части запазват силна регионална идентичност. През 11 век Англия става по-стабилна, въпреки редицата войни с датчаните, които довеждат до датска монархия за едно поколение. Завладяването на Англия през 1066 г. от Уилям, херцог на Нормандия, е от решаващо значение по отношение както на политическата, така и на социалната промяна. Новият монарх продължава централизацията на властта, започнала през англосаксонския период, докато феодалната система продължава да се развива.
Уилям е наследен от двама от синовете си: Уилям II, след това Хенри I. Хенри взима противоречивото решение да обяви дъщеря си Мод (единственото му оцеляло дете) за свой наследник. След смъртта на Хенри през 1135 г., един от внуците на Уилям I, Стивън, предявява претенции за трона и завзема властта с подкрепата на повечето барони. Мод оспорва царуването му и в резултат на това Англия изпада в период на безредици, известен като периода на анархия. Стивън запазва властта, но се съгласява на компромис, според който синът на Мод Хенри да го наследи. През 1154 г. Хенри става първият анжуйски крал на Англия и първият монарх от династията Плантагенет като Хенри II.
Управлението на повечето анжуйски монарси е помрачено от граждански борби и конфликти между монарха и аристокрацията. Хенри II се сблъсква с бунтове от собствените си синове, включително бъдещите монарси Ричард I и Джон, но въпреки това успява да разшири своето кралство, образувайки това, което ретроспективно е известно като Анжуйската империя. След смъртта на Хенри, най-големият му оцелял законен син Ричард наследява трона; Ричард отсъства от Англия през по-голямата част от царуването си, тъй като заминава да се бие в кръстоносните походи. Той е убит по време на обсада на замък и е наследен от брат си Джон.
Управлението на Джон е белязано от конфликт с бароните, особено за границите на кралската власт. През 1215 г. бароните принуждават краля да издаде Великата харта на свободите, за да гарантира правата и свободите на благородниците. Скоро след това допълнителни разногласия хвърлят Англия в гражданска война, известна като Първата война на бароните. Войната приключва внезапно, след като крал Джон умира през 1216 г., оставяйки короната на деветгодишния си син Хенри III. По-късно през управлението на Хенри Симон дьо Монфор повежда бароните в друг бунт, с което започва Втората война на бароните. Тя завършва с победа на роялистите и със смъртта на много бунтовници, но преди това кралят се съгласява да свика парламента през 1265 г.
Следващият монарх, Едуард I, е много по-успешен в поддържането на кралската власт и по негово време е завладян Уелс. Той се опитва да установи английско господство над Шотландия, но по времето на неговия наследник, Едуард II, Англий губи властта в Шотландия и се изправя пред нов конфликт с аристокрацията. През 1311 г. Едуард II е принуден да се откаже от много от правомощията си в полза на комитет от барони. Военните победи му помагат да си възвърне контрола през 1322 г., но през 1327 г. Едуард е свален от власт от съпругата си Изабела. Неговият 14-годишен син става новият крал Едуард III.
Едуард III предявява претенции за френската корона, с което поставя началото на Стогодишната война между Англия и Франция. В своите кампании той успява да завладее голяма част от френската територия, но победите му са краткотрайни и до 1374 г. той губи всичките си завоевания. Управлението на Едуард III е белязано и от развитието на парламента, който е разделен на две камари. Кралят умира през 1377 г., оставяйки короната на своя 10-годишен внук Ричард II. Подобно на много от своите предшественици, Ричард II влиза в конфликт с благородниците, опитвайки се да концентрира властта в свои ръце. През 1399 г., докато той провежда кампания в Ирландия, неговият братовчед Хенри Болингброк завзема властта. Ричард е свален, хвърлен в затвора и в крайна сметка умира, вероятно от глад, а Хенри става крал Хенри IV.
Хенри IV е внук на Едуард III и син на Джон Гонт, херцог на Ланкастър; неговата династия става известна като ланкастърска династия. През по-голямата част от управлението си Хенри IV е принуден да се бори със заговори и бунтове; успехът му отчасти се дължи на военните умения на неговия син, бъдещият Хенри V. Управлението на самия Хенри V, което започва през 1413 г., до голяма степен протича без вътрешни конфликти, оставяйки краля свободен да води Стогодишната война във Франция. Въпреки че е победител, внезапната му смърт през 1422 г. оставя неговия невръстен син Хенри VI на трона и дава възможност на французите да свалят английското управление.
Непопулярността на съветниците на Хенри VI и неговата съпруга Маргарита Анжуйска, както и собственото му неефективно лидерство, водят до отслабването на ланкастърската династия. Властта им е оспорена от династията Йорк, чийто глава и потомък на Едуард III, е Ричард, трети херцог на Йорк, който е в конфликт с кралицата. Въпреки че херцогът на Йорк загива в битка през 1460 г., най-големият му син, Едуард IV, води привържениците си към победа през 1461 г., когато сваля от власт Хенри VI и Маргарита Анжуйска. Едуард IV постоянно е в противоречие с ланкастърската династия и собствените си съветници след брака си с Елизабет Уудвил, което води до кратко завръщане на власт на Хенри VI. Едуард IV надделява, печели обратно трона в битката при Барнет и убива наследника на Ланкастър, Едуард от Уестминстър, в Тюксбъри. След това той залавя Маргарита Анжуйска и я изпраща в изгнание, а самият Хенри VI убива по време на затворничеството му в Тауър. Войната на розите обаче продължава с прекъсвания по време на неговото управление, както и по време на управлението на сина му Едуард V и брат му Ричард III. Едуард V изчезва, вероятно убит от Ричард. В крайна сметка конфликтът завършва с успех за ланкастърската династия, водена от Хенри Тюдор, през 1485 г., когато Ричард III е убит в битката при Босуърт.
Новият крал Хенри VII неутрализира останалите сили на йоркистите, отчасти чрез брака си с Елизабет от рода Йорк. Постепенно Хенри възстановява абсолютното си надмощие в кралството и конфликтите с благородниците приключват. Управлението на втория крал на Тюдорите, Хенри VIII, съвпада с време на големи политически промени. Религиозни катаклизми и спорове с папата, както и фактът, че от брака му с Катерина Арагонска оцелява само едно дете, дъщеря, карат монарха да се откъсне от Римокатолическата църква и да създаде Църквата на Англия (Англиканската църква), за да може да се разведе със съпругата си и да се ожени за Ан Болейн.
Уелс – който е завладян векове по-рано, но е останал отделно владение – е анексиран към Англия съгласно Законите за законодателството на Уелс от 1535 и 1542 г. Синът и наследник на Хенри VIII, младият Едуард VI, продължава с по-нататъшни религиозни реформи, но ранната му смърт през 1553 г. води до криза в наследяването. Поради притесненията си, че по-голямата му полусестра и католичка Мария I ще го наследи, той съставя завещание, определящо лейди Джейн Грей за негова наследница. Управлението на Джейн Грей обаче продължава само девет дни; с огромна народна подкрепа Мария я сваля от трона и се обявява за законен суверен. Мария I се омъжва за Филип Испански, който е обявен за крал и съвладетел. Той води войни във Франция с катастрофални резултати, а кралицата се опитва да върне Англия към католицизма (и в хода на този процес изгаря протестанти на клада като еретици). След смъртта на Мария през 1558 г. двойката е наследена от нейната полусестра – протестантката Елизабет I. Англия се връща към протестантството и продължава израстването си в световна сила, като изгражда своя флот и изследва Новия свят.

### Шотландска монархия
В Шотландия, както и в Англия, монархиите се появяват след оттеглянето на Римската империя от Великобритания в началото на пети век. Трите общности, живеещи в Шотландия по това време, са пиктите на североизток, бритите на юг, включително Кралство Стратклайд, и скотите (които по-късно ще дадат името си на Шотландия), от дребното ирландско кралство Dál Riata на запад. Кенет Макалпин традиционно се счита за първият крал на обединена Шотландия (известна като Скотия за писателите на латински или Алба за шотландците). Разширяването на шотландските владения продължава през следващите два века, а други територии като Стратклайд са погълнати.
Ранните шотландски монарси не наследяват короната директно; вместо това е следван обичаят на танистрия, при който монархията се редува между различни кланове на династията Алпин. В резултат на това обаче враждуващите династични линии се сблъскват, често жестоко. От 942 до 1005 г. седем последователни монарси са или убити, или загиват в битка. През 1005 г. Малкълм II се възкачва на трона, след като убива много съперници. Той продължава безмилостно да елиминира опозицията и когато умира през 1034 г., е наследен от своя внук, Дънкан I, вместо от братовчед, както е обичайно. През 1040 г. Дънкан претърпява поражение в битка от Макбет, който е убит през 1057 г. от сина на Дънкан Малкълм. На следващата година, след като убива доведения син на Макбет Лулах, Малкълм се възкачва на трона като Малкълм III.
В по-нататъшна поредица от битки и смени на престола петима от синовете на Малкълм, както и един от братята му последователно стават крале. В крайна сметка короната стига до най-малкия му син Дейвид I. Дейвид е наследен от внуците си Малкълм IV, а след това от Уилям, най-дълго управлявалият крал на Шотландия преди Обединението на короните. Уилям участва в бунт срещу крал Хенри II от Англия, но бунтът се проваля и шотландският крал е заловен от англичаните. В замяна на освобождаването си Уилям е принуден да признае Хенри за свой феодален господар. Английският крал Ричард I се съгласява да прекрати споразумението през 1189 г. в замяна на голяма сума пари, необходима за кръстоносните походи. Уилям умира през 1214 г. и е наследен от сина си Александър II. Александър II, както и неговият приемник Александър III, се опитват да превземат Западните острови, които по това време са под властта на Норвегия. По време на управлението на Александър III, Норвегия предприема неуспешно нахлуване в Шотландия; последвалият Договор от Пърт признава шотландския контрол над Западните острови и други спорни зони.
Смъртта на Александър III в резултат на злополука по време на езда през 1286 г. води до голяма криза в наследяването. Шотландските лидери се обръщат към крал Едуард I от Англия за помощ при определянето кой е законният наследник. Едуард избира тригодишната норвежка внучка на Александър, Маргарет. На път за Шотландия през 1290 г. обаче Маргарет умира в морето и Едуард отново е помолен да отсъди между 13 съперничещи си претенденти за трона. Създаден е нарочен съд и след двугодишни обсъждания Джон Бейлиъл е обявен за крал. Едуард продължава да третира Бейлиъл като васал и се опитва да упражнява влияние върху Шотландия. През 1295 г. Бейлиъл се отказва от верността си към Англия и Едуард I нахлува в Шотландия. През първите десет години от последвалите войни за независимост на Шотландия, Шотландия няма свой монарх, докато Робърт Брус не се обявява за крал през 1306 г.
Усилията на Робърт да контролира Шотландия завършват с успех и шотландската независимост е призната през 1328 г. Но само една година по-късно Робърт умира и е наследен от петгодишния си син Дейвид II. Под предлог да възстановят законния наследник на Джон Бейлиъл, Едуард Бейлиъл, англичаните отново нахлуват през 1332 г. През следващите четири години Бейлиъл е коронясан, свален, възстановен, свален, възстановен и свален, докато в крайна сметка се установява в Англия, а Дейвид остава крал през следващите 35 години.
Дейвид II умира бездетен през 1371 г. и е наследен от своя племенник Робърт II от рода на Стюарт. Управлението както на Робърт II, така и на неговия наследник, Робърт III, е белязано от цялостен упадък на кралската власт. Когато Робърт III умира през 1406 г., регентите трябва да управляват страната; крал Джеймс I, син на Робърт III, е пленен от англичаните. Джеймс плаща голям откуп и се връща в Шотландия през 1424 г.; за да възстанови властта си, той използва безмилостни мерки, включително екзекутира няколко от враговете си. Той е убит от група благородници. Джеймс II продължава политиката на баща си, като подчинява влиятелни благородници, но е убит при злополука на тридесетгодишна възраст и съветът на регентите отново поема властта. Джеймс III е победен в битка срещу бунтовни шотландски графове през 1488 г., което води до друго момче-крал: Джеймс IV.
През 1513 г. Джеймс IV започва нашествие в Англия, опитвайки се да се възползва от отсъствието на английския крал Хенри VIII. Неговите сили претърпяват поражение при Flodden Field; кралят, много висши благородници и стотици войници са убити. Тъй като неговият син и наследник, Джеймс V, е още дете, управлението отново е поето от регенти. Впоследствие Джеймс V води друга катастрофална война с англичаните през 1542 г. и смъртта му през същата година оставя короната в ръцете на неговата шестдневна дъщеря Мария Стюарт. Отново е установено регентство. Мария, която е католичка, управлява по време на период на големи религиозни катаклизми в Шотландия. В резултат на усилията на реформатори като Джон Нокс се установява протестантско господство. Мария предизвика притеснения, като се омъжва за братовчед си католик, лорд Дарнли, през 1565 г. След убийството на лорд Дарнли през 1567 г., тя сключва още по-непопулярен брак с граф Ботуел, когото много хора подозират в убийството на Дарнли. Аристокрацията се разбунтува срещу кралицата, принуждавайки я да абдикира. Тя бяга в Англия и короната отива при нейния невръстен син Джеймс VI, който е възпитан като протестант. Мария е затворена и по-късно екзекутирана от английската кралица Елизабет I.

### Лична уния и републиканска фаза
Смъртта на Елизабет I през 1603 г. слага край на управлението на Тюдорите в Англия. Тъй като тя няма деца, неин наследник е шотландският монарх Джеймс VI, който е правнук на по-голямата сестра на Хенри VIII и следователно първи братовчед на Елизабет. Джеймс VI управлява в Англия като Джеймс I след т.нар. „Обединение на Короните“. Въпреки че Англия и Шотландия са в лична уния под един монарх – Джеймс I и VI става първият монарх, който се нарича „Крал на Великобритания“ през 1604 г. – те остават две отделни кралства. Наследникът на Джеймс I и VI, Чарлз I, изпада често в конфликт с английския парламент по въпроса за кралските и парламентарните правомощия, особено правото да налага данъци. Той провокира опозиционни настроения, като управлява без парламент от 1629 до 1640 г., едностранно налага данъци и води противоречиви религиозни политики (много от които са обидни за шотландските презвитерианци и английските пуритани). Опитът му да наложи англиканството води до организиран бунт в Шотландия („Войните на епископите“) и разпалва Войните на Трите кралства. През 1642 г. конфликтът между краля и английския парламент достига своята кулминация и започва гражданска война в Англия.
Гражданската война завършва с екзекуцията на краля през 1649 г., свалянето на английската монархия и създаването на Английска република. Синът на Чарлз I, Чарлз II, е провъзгласен за крал на Великобритания в Шотландия, но е принуден да избяга в чужбина, след като нахлува в Англия и е победен в битката при Устър. През 1653 г. Оливър Кромуел, най-видният военен и политически лидер в страната, завзема властта и се обявява за лорд протектор (ефективно става военен диктатор, но отказва титлата крал). Кромуел управлява до смъртта си през 1658 г., когато е наследен от сина си Ричард. Новият лорд протектор не се интересува много от управлението и скоро подава оставка. Липсата на ясно лидерство води до граждански и военни вълнения и до популярно желание за възстановяване на монархията. През 1660 г. монархията е възстановена и Чарлз II се завръща във Великобритания.
Управлението на Чарлз II е белязано от развитието на първите политически партии в Англия. Чарлз няма законни деца и трябва да бъде наследен от брат си римокатолик Джеймс, херцог на Йорк. Правят се парламентарни опити за изключване на Джеймс от линията на наследяване; тези, които подкрепят изключването, стават партията на вигите, докато тези, които са против, се обособяват в партията на торите. Законопроектът за изключване се проваля; на няколко пъти Чарлз II разпуска парламента, защото се опасява, че законопроектът може да бъде приет. След разпускането на парламента през 1681 г. Чарлз управлява без парламент до смъртта си през 1685 г. Когато Джеймс наследява Чарлз, той следва политика на религиозна толерантност към католиците, като по този начин си навлича гнева на много от протестантските си поданици. Мнозина се противопоставят на решенията на Джеймс да поддържа голяма постоянна армия, да назначава католици на високи политически и военни длъжности и да хвърля в затвора духовници на Църквата на Англия, които оспорват неговата политика. В резултат на това група протестанти, известни като „Безсмъртната седморка“, канят дъщерята на Джеймс II и VII Мария Стюарт и нейния съпруг Уилям III Орански, който управлява Нидерландия, да свалят краля. Уилям приема и пристига в Англия на 5 ноември 1688 г. с голяма обществена подкрепа. Изправен пред дезертьорството на много от своите протестантски служители, Джеймс бяга от кралството и Уилям и Мери са обявени за съвместни суверени на Англия, Шотландия и Ирландия на мястото на сина на Джеймс II и VII, който е католик.
Свалянето на Джеймс, известно като Славната революция, е едно от най-важните събития в дългата еволюция на парламентарната власт. Законът за правата от 1689 г. потвърждава върховенството на парламента и обявява, че английският народ има определени права, включително да не се налагат данъци без съгласието на парламента. Законът за правата изисква бъдещите монарси да бъдат протестанти и предвижда след децата на Уилям и Мария короната да наследи сестрата на Мария Анна. Мария II Стюарт умира бездетна през 1694 г., оставяйки Уилям III и II като единствен монарх. До 1700 г. възниква политическа криза, тъй като всички деца на Анна умират, оставяйки я единствен наследник. Парламентът се опасява, че бившият крал Джеймс II или неговите поддръжници, известни като якобити, може да се опитат да си върнат трона. Парламентът приема Акта за установяване от 1701 г., който изключва Джеймс и неговите католически роднини от наследяването и избира най-близките протестантски роднини на Уилям, семейството на София Хановерска, за следващи в линията за наследяване след Анна. Скоро след приемането на закона Уилям III и II умира, оставяйки короната на Анна.

### След актовете на унията от 1707 г.
След качването на Анна на престола проблемът с наследяването се появява отново. Шотландският парламент, ядосан, че английският парламент не се е консултирал с него относно избора на семейството на София като следващи наследници, приема Акта за сигурност от 1704 г., заплашвайки да прекрати личната уния между Англия и Шотландия. Парламентът на Англия „отвръща“ със Закона за чужденците от 1705 г., заплашвайки да опустоши шотландската икономика чрез ограничаване на търговията. В края на краищата шотландският и английският парламенти договарят Актовете на Обединението от 1707 г., съгласно които Англия и Шотландия са обединени в едно Кралство Великобритания, с наследяване съгласно правилата, предписани от Акта за установяване.
През 1714 г. кралица Анна е наследена от нейния втори братовчед и син на София, Джордж I, курфюрст на Хановер, който консолидира позицията си, като побеждава якобитските бунтове през 1715 и 1719 г. Новият монарх е по-малко активен в управлението от много от своите британски предшественици, но запазва контрола над своите германски кралства, с които Великобритания сега е в лична уния. Властта се измества към министрите на Джордж, особено към сър Робърт Уолпоул, който често се смята за първия британски министър-председател, въпреки че по онова време титлата все още не се използва.
Следващият монарх, Джордж II, става свидетел на окончателния край на якобитската заплаха през 1746 г., когато католическите Стюарти са напълно победени. По време на дългото управление на неговия внук, Джордж III, тринадесет от британските американски колонии са загубени и формират Съединените американски щати след Американската война за независимост, но британското влияние в други части на света продължава да расте. Обединеното кралство Великобритания и Ирландия е създадено с Актовете за съюз от 1800 г.
От 1811 до 1820 г. Джордж III страда от тежък пристъп на това, което днес се смята за порфирия, заболяване, което го прави неспособен да управлява. Неговият син, бъдещият крал Джордж IV, управлява вместо него като принц регент. По време на регентския период и собственото му управление силата на монархията намалява и по времето на неговия наследник Уилям IV монархът вече не е в състояние ефективно да се намесва в парламентарната власт. През 1834 г. Уилям освобождава министър-председателя на вигите, Уилям Ламб, лорд Мелбърн, и назначава на негово място представител на партията на торите, сър Робърт Пийл. На последвалите избори обаче Пийл губи. Кралят няма друг избор, освен да върне лорд Мелбърн. По време на управлението на Уилям IV е приет Законът за реформата от 1832 г., който реформира парламентарното представителство. Заедно с други, приети по-късно през века нормативни актове, Законът за реформата води до разширяване на избирателното право и възхода на Камарата на общините като най-важния клон на парламента.
Окончателният преход към конституционна монархия е извършен по време на дългото управление на наследника на Уилям IV, кралица Виктория. Като жена Виктория не може да управлява Кралство Хановер, което допуска наследяване само по мъжка линия, така че личната уния на Обединеното кралство и Хановер приключва. Викторианската епоха е белязана от големи културни промени, технологичен прогрес и установяването на Обединеното кралство като една от най-големите световни сили. Като признание за британското управление над Индия, Виктория е обявена за императрица на Индия през 1876 г. Въпреки това, нейното царуване също е белязано от повишена подкрепа за републиканското движение, което се дължи отчасти на постоянния траур на Виктория и дългия период на уединение след смъртта на съпруга ѝ през 1861 г.
Синът на Виктория, Едуард VII, става първият монарх от дома на Сакс-Кобург и Гота през 1901 г. През 1917 г. следващият монарх, Джордж V, променя „Сакс-Кобург и Гота“ на „Уиндзор“ в отговор на антигерманските настроения след Първата световна война. Управлението на Джордж V е белязано от отделянето на Ирландия на Северна Ирландия, която остава част от Обединеното кралство, и Ирландската свободна държава, независима нация, през 1922 г.

### Споделена монархия
През XX век Британската империя еволюира в Общност на нациите. Преди 1926 г. Британската корона управлява общо Британската империя; доминионите и колониите на Короната са подчинени на Обединеното кралство. Декларацията на Балфур от 1926 г. дава право на пълно самоуправление на доминионите, като на практика създава система, при която един монарх действа независимо във всеки отделен доминион. Концепцията е затвърдена със Статута от Уестминстър от 1931 г., който е като „договор между страните от Британската общност“.
По този начин монархията престава да бъде изключително британска институция, въпреки че често все още се нарича „британска“ по правни и исторически съображения или за удобство. Монархът става отделно монарх на Обединеното кралство, монарх на Канада, монарх на Австралия и т.н. Независимите държави в рамките на Британската общност споделят един и същ монарх по начин, подобен на лична уния.
След смъртта на Джордж V през 1936 г. на престола се възкачва Едуард VIII, който предизвиква обществен скандал, като обявява желанието си да се ожени за разведената американка Уолис Симпсън, въпреки че Англиканската църква се противопоставя на сключването на втори брак на разведени лица. В резултат Едуард обявява намерението си да абдикира; парламентите на Обединеното кралство и на други страни от Британската общност удовлетворяват молбата му. Едуард VIII и всички деца от новата му съпруга са изключени от линията на наследяване и короната отива при брат му Джордж VI. Джордж служи като обединяваща фигура за британския народ по време на Втората световна война, като прави посещения за повишаване на духа на войските, както и във фабрики за муниции и в райони, бомбардирани от Нацистка Германия. През юни 1948 г. Джордж VI се отказва от титлата император на Индия, въпреки че остава държавен глава на доминиона Индия.
Първоначално всеки член на Британската общност запазва същия монарх като Обединеното кралство, но когато Индия става република през 1950 г., тя престава да споделя монархията. Затова британският монарх е признат за „глава на Британската общност“ във всички държави-членки на Британската общност, независимо дали са кралства или републики. Титлата е чисто церемониална и не се наследява по право, а се предоставя на лице, избрано от правителствените ръководители на Британската общност. Държавите-членки на Британската общност, чийто монарх е едно и също лице, са неофициално известни като кралства от Британската общност.

### Монархия в Ирландия
През 1155 г. единственият английски папа, Адриан IV, упълномощава крал Хенри II да завладее Ирландия като феодална територия, номинално под папско господство. Папата иска английският монарх да анексира Ирландия и да подчини ирландската църква на Рим, въпреки че този процес вече е в ход в Ирландия. Изцяло островно кралство на Ирландия е създадено през 854 г. от Máel Sechnaill mac Máele Ruanaid. Неговият последен наследник Руайдри Уа Конхобайр става върховен крал на Ирландия в началото на 1166 г. и прогонва Диармайт Мак Мурчада, краля на Ленстър, васално кралство. Диармайт моли Хенри II за помощ да си върне трона, печелейки подкрепата на група англо-нормандски аристократи и авантюристи, водени от Ричард де Клер, 2-ри граф на Пембрук. Диармайт и неговите англо-нормандски съюзници успяват и той отново става крал на Ленстър. Де Клер се жени за дъщерята на Диармайт и след смъртта на последния през през 1171 г., де Клер става крал на Ленстър. Хенри се страхува, че де Клер ще превърне Ирландия в съперничещо нормандско кралство, затова се възползва от папската була и нахлува на острова, принуждавайки де Клер и другите англо-нормандски аристократи в Ирландия, както и големите ирландски крале и лордове да го признаят за свой суверен.
До 1541 г. английският крал Хенри VIII къса с Римската църква и се обявява за глава на Англиканската църква. Актът на папата, с който Ирландия е „предоставена“ на английския монарх, става невалиден, така че Хенри свиква заседание на ирландския парламент, за да промени титлата си от Лорд на Ирландия на Крал на Ирландия.
През 1800 г., в резултат на Ирландското въстание от 1798 г., Актът за обединение обединява кралство Великобритания и кралство Ирландия в Обединеното кралство Великобритания и Ирландия. Целият остров Ирландия продължава да бъде част от Обединеното кралство до 1922 г., когато частта, която сега е Република Ирландия, печели независимост като Ирландска свободна държава, самостоятелен доминион в рамките на Британската общност. Ирландската свободна държава е преименувана на Ирландия през 1937 г., а през 1949 г. се обявява за република, напуска Британската общност и прекъсва всички връзки с монархията. Северна Ирландия остава в рамките на Общността. През 1927 г. Обединеното кралство променя името си на Обединеното кралство на Великобритания и Северна Ирландия, докато титлата на монарха за следващите двадесет години става „на Великобритания, Ирландия и британските владения отвъд моретата, крал, защитник на вярата, император на Индия“.

### Настоящо положение
През 90-те години на 20 век републиканските настроения в Обединеното кралство се разрастват, отчасти поради негативната публичност, свързана с кралското семейство (например непосредствено след смъртта на Даяна, принцесата на Уелс). Проучванията от 2002 до 2007 г. обаче показват, че около 70 – 80% от британското общество подкрепя продължаването на монархията. Тази подкрепа остава постоянна оттогава – според проучване от септември 2022 г. мнозинството от британската общественост във всички възрастови групи все още подкрепя продължаването на монархията, въпреки че подкрепата е по-висока сред по-възрастните възрастови групи.

## Наследяване
Отношенията между кралствата в Британската общност са такива, че всяка промяна в законите, уреждащи наследяването на общия трон, изисква единодушното съгласие на всички територии. Наследяването се урежда от закони като Закона за правата от 1689 г., Закона за установяване от 1701 г. и Законите за обединение от 1707 г. Правилата за наследяване могат да бъдат променяни само с акт на парламента и не е възможно физическо лице да се откаже от правото си на наследяване. Законът за установяване ограничава наследяването до законните протестантски потомци на София от Хановер (1630 – 1714), внучка на Джеймс I и VI.
При смърт на суверен, неговият наследник незабавно и автоматично наследява (оттук и изразът „Кралят е мъртъв, да живее кралят!“). Той или тя бива провъзгласен публично за крал или кралица от Съвета по наследяване на трона, който заседава в двореца Сейнт Джеймс. При възкачването си на престола, новият суверен е задължен по закон да направи и подпише няколко клетви: Декларацията за присъединяване, въведена за първи път от Закона за правата, и клетва, че ще „поддържа и пази“ Църквата на Шотландия, както се изисква от Закона за Обединението. Монархът обикновено бива коронясан в Уестминстърското абатство от архиепископа на Кентърбъри. Коронацията не е необходима, за да царува един суверен; всъщност церемонията обикновено се провежда много месеци след качването на престола, за да има достатъчно време за нейната подготовка и за период на траур след смъртта на предходния монарх.

### Ограничения по пол и религия
Наследяването до голяма степен се ръководи от принципа на примогенитурата, според който синовете наследяват преди дъщерите, а по-големите деца наследяват преди по-младите от същия пол. Британският министър-председател Дейвид Камерън обяви на срещата на правителствените ръководители на страните от Британската общност през 2011 г., че всичките 16 кралства на Общността на нациите, включително Обединеното кралство, са се съгласили да премахнат правилото за предпочитание по пол за всеки, роден след датата на срещата, 28 октомври 2011 г. Те също така се съгласяват, че на бъдещите монарси вече няма да бъде забранено да се женят за католици – закон, който датира от Закона за установяване от 1701 г. Но тъй като монархът е и върховен управител на Англиканската църква, законите, които ограничават достъпа до престола до протестанти, остават в сила. Законодателство на Обединеното кралство, необходимо за приемане на промените, получава кралското одобрение на 25 април 2013 г. и влиза в сила през март 2015 г., след като съответното законодателство е одобрено във всички останали владения от Британската общност.
Въпреки че на католиците е забранено да наследяват, техните законни протестантски потомци не губят това право.

### Регентство
Законите за регентството позволяват определяне на един или повече регенти в случай на монарх, който е непълнолетен или който е физически или умствено недееспособен. Когато е необходимо регентство, следващото лице в линията на наследяване автоматично става регент, освен ако самото то не е непълнолетно или недееспособно. Специални разпоредби са направени за кралица Елизабет II със Закона за регентството от 1953 г., който гласи, че херцогът на Единбург (съпругът на кралицата) може да действа като регент при необходимост.
По време на временна физическа неспособност или отсъствие от кралството, суверенът може временно да делегира някои от своите функции на държавни съветници, съпруг или съпруга на монарха и първите четирима възрастни в линията на наследяване. Настоящите държавни съветници са: принцът на Уелс, херцогът на Съсекс, херцогът на Йорк и принцеса Беатрис.

## Резиденции
Официалната резиденция на монарха в Лондон е Бъкингамският дворец. Това е мястото на повечето държавни банкети, кралски кръщенета и други церемонии. Друга официална резиденция е замъкът Уиндзор, най-големият обитаван замък в света, който се използва главно през уикендите, Великден и по време на Royal Ascot, ежегодни състезания, които са част от социалния календар. Официалната резиденция на монарха в Шотландия е дворецът Холируд в Единбург. Монархът остава в Холируд най-малко една седмица всяка година и когато посещава Шотландия по държавни поводи.
В исторически план Уестминстърският дворец и Тауър са били основни резиденции на английския монарх, докато Хенри VIII не придобива двореца Уайтхол. Уайтхол е унищожен от пожар през 1698 г., което води до преместването на краля в двореца Сейнт Джеймс. Въпреки че е заменен като основна лондонска резиденция на монарха от Бъкингамския дворец през 1837 г., Сейнт Джеймс все още е старшият дворец и остава церемониалната кралска резиденция. Например, чуждестранни посланици са акредитирани в двора на Сейнт Джеймс, и дворецът е мястото на срещата на Съвета по наследяване на трона. Използва се и от други членове на кралското семейство.
Други резиденции включват Кларънс Хаус и двореца Кенсингтън. Дворците принадлежат на Короната; те се владеят на доверие за бъдещите владетели и не могат да бъдат продавани от настоящия монарх. Сандрингам Хаус в Норфолк и замъкът Балморал в Абърдийншир са частна собственост на кралското семейство.

## Титла
Пълната титла на настоящия суверен е „Чарлз Трети, с Божията милост, крал на Обединеното кралство на Великобритания и Северна Ирландия и на другите му кралства и територии, глава на Британската общност, защитник на вярата“. Титлата „глава на Британската общност“ се носи лично от краля и не е притежание на британската корона. Папа Лъв X за първи път дава титлата „защитник на вярата“ на крал Хенри VIII през 1521 г., възнаграждавайки го за подкрепата му към папството през ранните години на протестантската Реформация, особено за книгата му Защитата на седемте тайнства. След като Хенри се откъсва от Римската църква, папа Павел III отменя дадената титла, но парламентът приема закон, разрешаващ на монарха да продължи използването ѝ.
Суверенът е известен като „Негово величество“ или „Нейно величество“. Монархът избира монархическото си име, което може да не е непременно първото му име – Джордж VI, Едуард VII и Виктория не са използвали собствените си имена.
Ако само един монарх е използвал конкретно име, не се използва пореден номер след това име; например, кралица Виктория не е известна като „Виктория I“. Поредни номера не се използват за английски монарси, които са царували преди завладяването на Англия от норманите. Въпросът дали номерирането на британските монарси се основава на предишни английски или шотландски монарси е повдигнат през 1953 г., когато шотландски националисти оспориха използването на „Елизабет II“ от кралицата на основание, че никога не е имало „Елизабет I“ в Шотландия. В делото MacCormick срещу Lord Advocate шотландският съд се произнася срещу ищците, като установява, че титлата на кралицата е въпрос на неин личен избор и прерогатив. Министърът на вътрешните работи казва на Камарата на общините, че монарсите след актовете на Обединението последователно са използвали по-високия от английския и шотландския пореден номер, който в приложимите четири случая е бил английският. Премиерът потвърждава тази практика, но отбелязва, че „нито кралицата, нито нейните съветници могат да се стремят да обвържат наследниците си“ при взимането на решение относно името, което ще използват.

## Герб
Кралският герб на Обединеното кралство е щит, разделен на четири, като в първата и четвъртата четвърт са изобразени три лъва, пазители на Англия; втората четвърт представя Шотландия чрез изправен на задните си крака лъв с двойно квадратно ограждане с хералдически лилии; a в третата четвърт е изобразена арфата на Ирландия. От двете му страни щитът е поддържан от лъв и еднорог; девизът гласи „Бог и моето право“ (на френски: Dieu et mon droit“). Около щита е изображение на жартиера с мотото на едноименния рицарски орден „Срам да бъде за онзи, който мисли зло за това“ (на старофренски: Honi soit qui mal y pense). В Шотландия монархът използва алтернативна форма на герба, в която първата и четвъртата четвърт на щита изобразяват Шотландия, втората – Англия и третата – Ирландия. Девизът е „In Defens“ (съкратена форма на шотландското In My Defens God Me Defend, „В моя защита Бог ме защитава“) и девиза на Ордена на бодила „Никой не ме провокира безнаказано“ (на латински: Nemo me impune lacessit); от двете страни на щита са еднорогът и лъвът, които поддържат както герба, така и копията, от които се веят знамената на Шотландия и Англия.
Официалното знаме на монарха в Обединеното кралство е Кралският флаг, който изобразява Кралския герб под формата на знаме. Вдига се само от сгради, плавателни съдове и превозни средства, в които присъства суверенът. Кралският флаг никога не се издига наполовина, защото винаги има суверен: когато суверенът умре, неговият или нейният наследник незабавно става суверен.
Когато монархът не е в резиденцията, над Бъкингамския дворец, замъка Уиндзор и Сандрингам Хаус се вее знамето на Обединеното кралство, докато в Шотландия над двореца Холируд и замъка Балморал се вее Кралското знаме на Шотландия.

## Цитирана литература
- Bagehot, Walter (2001). Smith, Paul (ed.). The English Constitution. Cambridge University Press. (на английски)
- Cannon, John; Griffiths, Ralph (1988). The Oxford Illustrated History of the British Monarchy. Oxford University Press. ISBN 0-19-822786-8. (на английски)
- Fraser, Antonia, ed. (1975). The Lives of the Kings & Queens of England. Weidenfeld & Nicolson. ISBN 0-297-76911-1. (на английски)
- Ashley, Mike (1998). The Mammoth Book of British Kings and Queens. Robinson. ISBN 1-84119-096-9. (на английски)
- Weir, Alison (1996). Britain's Royal Families: The Complete Genealogy (Revised ed.). Pimlico. ISBN 0-7126-7448-9. (на английски)

## Външни връзки
- Официален сайт на британската монархия
|  | Тази страница частично или изцяло представлява превод на страницата Monarchy of the United Kingdom в Уикипедия на английски. Оригиналният текст, както и този превод, са защитени от Лиценза „Криейтив Комънс – Признание – Споделяне на споделеното“, а за съдържание, създадено преди юни 2009 година – от Лиценза за свободна документация на ГНУ. Прегледайте историята на редакциите на оригиналната страница, както и на преводната страница, за да видите списъка на съавторите. ВАЖНО: Този шаблон се отнася единствено до авторските права върху съдържанието на статията. Добавянето му не отменя изискването да се посочват конкретни източници на твърденията, които да бъдат благонадеждни. |